# Al 110-lea Congres al Statelor Unite ale Americii
Cel de-al 110-lea Congres al Statelor Unite ale Americii și-a început activitatea în timpul mandatului secund al celui de-al 43-lea președinte american,George W. Bush, la 3 ianuarie 2007, și a durat doi ani, până la 3 ianuarie 2009. Prima sa sesiune a avut loc la 4 ianuarie 2007.

### Alegeri
- Alegerile pentru Congresul Statelor Unite ale Americii, 2006
- Alegerile pentru toți membrii Camerei Reprezentanților - House of Representatives - United States House of Representatives elections, 2006
- Alegerile senatorilor Senatului Statelor Unite pentru toate cele trei clase de senatori – United States Senate elections, 2002, United States Senate elections, 2004, United States Senate elections, 2006

### Liste de membri
- Membri ai celui de-al 110-lea Congres al Statelor Unite ale Americii
- Lista membrilor Congresului aleși pentru prima dată
- Lista actualilor senatori după vârstă și generație